# دوروثي براون
دوروثي لافينيا براون (7 يناير 1914- 13 يونيو 2004)، والمعروفة أيضًا باسم «الدكتور دي.»، جراحة، ومشرّعة، ومعلمة أمريكية من أصل أفريقي. وهي أول جراحة من أصل أفريقي من جنوب شرق الولايات المتحدة. كانت أيضًا أول امرأة أمريكية من أصل أفريقي تعمل في جمعية تينيسي العامة إذ انتخِبت لمجلس نواب تينيسي. في أثناء خدمتها في مجلس النواب ناضلت براون من أجل حق المرأة في الإجهاض، ومن أجل حقوق الأشخاص الملونين.

## سيرتها
ولدت براون في فيلادلفيا، بنسلفانيا، وسلمتها والدتها، إدنا براون، إلى ملجأ تروي للأيتام، وهو دار للأيتام في تروي، نيويورك عندما كانت في الخامسة من عمرها. عاشت دوروثي في دار الأيتام حتى سن الثانية عشرة. خلال تلك الفترة، خضعت لعملية استئصال اللوزتين، وهي تجربة أثارت اهتمامها في مجال الطب.
على الرغم من أن والدتها حاولت إقناعها بالعيش معها مرة أخرى، لكن براون استمرت بالهروب، والعودة إلى دار أيتام تروي. في سن الخامسة عشرة، هربت براون لتسجل في مدرسة تروي الثانوية. عملت مساعدة للأم في منزل السيدة دبليو. إف. جاريت في ألباني، نيويورك، التي كانت في الغرب مباشرة عبر نهر هدسون. بمساعدة مدير المدرسة، قُدمت براون إلى صامويل ويسلي ولولا ريدمون، وأصبح هذان الزوجان والديها بالتبني. عندما كانت في الخامسة عشرة من عمرها، عملت في مغسلة للخدمة الذاتية.

## التعليم
بعد الانتهاء من المدرسة الثانوية، التحقت براون بكلية بينيت، الكلية السوداء تاريخيًا في غرينزبورو، كارولاينا الشمالية. كسبت المال خلال هذه الفترة من العمالة المنزلية. ساعدتها امرأة ميثودية من قسم الخدمة المسيحية، لتدخل إلى الكلية الأمريكية للجراحين، حيث حصلت على درجة البكالوريوس في عام 1941.
بدأت العمل كمفتشة في دائرة الأمر العسكري في روتشستر، نيويورك. في عام 1944 قُبِلت براون لدراسة الطب في كلية مهاري الطبية، وهي كلية سوداء تاريخيًا في ناشفيل. أكملت تدريبها في مستشفى هارلم في مدينة نيويورك. بعد تخرجها عام 1948 في المرتبة الثالثة على فصلها، أصبحت براون مقيمة في مستشفى هوبارد في مهاري عام 1949، على الرغم من المعارضة المحلية لتدريب الجراحات. حصلت براون على موافقة من الجراح الرئيسي، ماثيو ووكر الأب، لإكمال إقامتها في عام 1954 من أجل درجة الدكتور في الطب.

## الحياة المهنية
بعد استئصال اللوزتين في سن الخامسة، عرفت براون أنها تريد أن تكون جراحة. لبدء حياتها المهنية، ساعدت براون في الحرب العالمية الثانية بصفتها طبيبة. عملت كمفتشة في دائرة الأمر العسكري في روتشستر. كانت براون الجراحة الرئيسية في مستشفى ريفرسايد في ناشفيل منذ عام 1957 وحتى عام 1983 والذي أوقِف حاليًا. في عام 1966 أصبحت أول امرأة أمريكية أفريقية تنتخب في جمعية تينيسي العامة (المعروفة أيضًا باسم الهيئة التشريعية لولاية تينيسي)، وهو المنصب الذي شغلته لمدة عامين. كادت أن تنجح في إضفاء الشرعية على عمليات الإجهاض في حالات الاغتصاب أو زنا المحارم، وفي توسيع عمليات الإجهاض القانونية القائمة بالفعل في الحالات التي تكون فيها «حياة الأم معرضة للخطر». خلال مسيرتها المهنية كسياسية، شاركت براون أيضًا في تمرير قانون التاريخ الزنجي، الذي طلب من المدارس العامة في تينيسي «تنفيذ برامج خاصة خلال أسبوع تاريخ الزنوج للاعتراف بالإنجازات التي حققها الأمريكيون الأفارقة».
في عام 1968 حاولت براون الحصول على مقعد في مجلس شيوخ تينيسي، لكنها خسرت جزئيًا بسبب دعمها لقوانين الإجهاض. في عام 1968 بعد خروجها من السياسة، عادت براون لتصبح طبيبة بدوام كامل في مستشفى ريفرسايد. عملت براون أيضًا كطبيبة جراحة في مستشفيات جورج دبليو. هوبارد والمستشفيات العامة، وكمديرة للتعليم في برنامج التناوب السريري لمستشفى ريفرسايد ومهاري. كانت أيضًا أستاذة جراحة في كلية مهاري الطبية، واستشارتها المعاهد الوطنية للصحة في المجلس الوطني للقلب والرئة والدم.
بعد خسارتها في سباقها للحصول على مقعد في مجلس الشيوخ في ولاية تينيسي، عملت براون في اللجنة المشتركة المعنية بفرص النساء في الطب، برعاية الجمعية الطبية الأمريكية. إلى جانب دعم النساء في الطب، كان لبراون أيضًا تأثير كبير في الكفاح من أجل حقوق الشعوب الملونة، وكانت عضوًا مدى الحياة في الجمعية الوطنية للنهوض بالملونين.